# Sérgio Von Helder
Sérgio Von Helder (Rio de Janeiro, 29 de março de 1959) é um pastor evangélico brasileiro, que ficou conhecido nacionalmente após desferir chutes e xingar uma imagem de Nossa Senhora Aparecida ao vivo em programa televisivo da Record, no dia 12 de outubro de 1995, quando ainda era um bispo da Igreja Universal do Reino de Deus.

## Biografia
Carioca do bairro da Pavuna, Helder é descendente de luteranos austríacos e teve uma infância humilde. Consta que pensou em ser jogador de futebol, já que era tido com um ótimo meia-esquerda nos campos de várzea do Rio de Janeiro, mas não obteve êxito no intento. Depois, tentou seguir carreira no Exército Brasileiro, mas de lá saiu como capitão reformado.
Ingressou na Igreja Universal do Reino de Deus em 1988, inicialmente como obreiro em um templo no Rio de Janeiro. Ascendeu na hierarquia da instituição neopentecostal, chegando a presidir no ano seguinte a seccional cearense da Universal e mais tarde a dirigir trabalhos no Maranhão, Bahia e Minas Gerais. Seu auge na IURD foi como bispo em São Paulo.
Admirado entre os membros da Igreja Universal, tinha fama como um pregador de estilo e oratória fervorosos e  costumava atrair multidões em seus cultos.
Durante a campanha presidencial de 1994, Von Helder sugeria que o candidato Luiz Inácio Lula da Silva, do Partido dos Trabalhadores, era o próprio diabo - um sujeito barbudo, que tem um dedo a menos numa das mãos e fala com a língua presa.
Em 1995, Helder era apresentador do programa televisivo "Palavra de Vida", transmitido ao vivo pela Record durante a madrugada. No dia 12 de outubro de 1995, o bispo - ao lado de uma imagem de Nossa Senhora Aparecida comprada por R$ 500,00 - argumentou que era um erro do povo brasileiro depositar suas esperanças em santos, ídolos ou imagens, alegando que tais ídolos não têm poder algum. Para demonstrar sua tese, o bispo aplicou repetidos chutes na imagem, indicando que aquilo seria nada mais do que um mero objeto.
No dia seguinte, o fato ganhou notoriedade nos noticiários do país, chegando a ser exibido no Jornal Nacional daquele dia por várias vezes, gerando diversas reações negativas contra Helder. Então, devido à rápida repercussão negativa, foi transferido para os Estados Unidos.
Após uma onda de revolta contra Helder, morou em Porto Rico, México, Colômbia e Venezuela. No período em que esteve fora do Brasil,
rompeu com a Universal e se aproximou da Igreja da Restauração, fundada nos Estados Unidos, e Helder retornou ao Brasil em 2014 com a missão de ser o responsável no país pela mesma.